# István Halász (Chemiker)

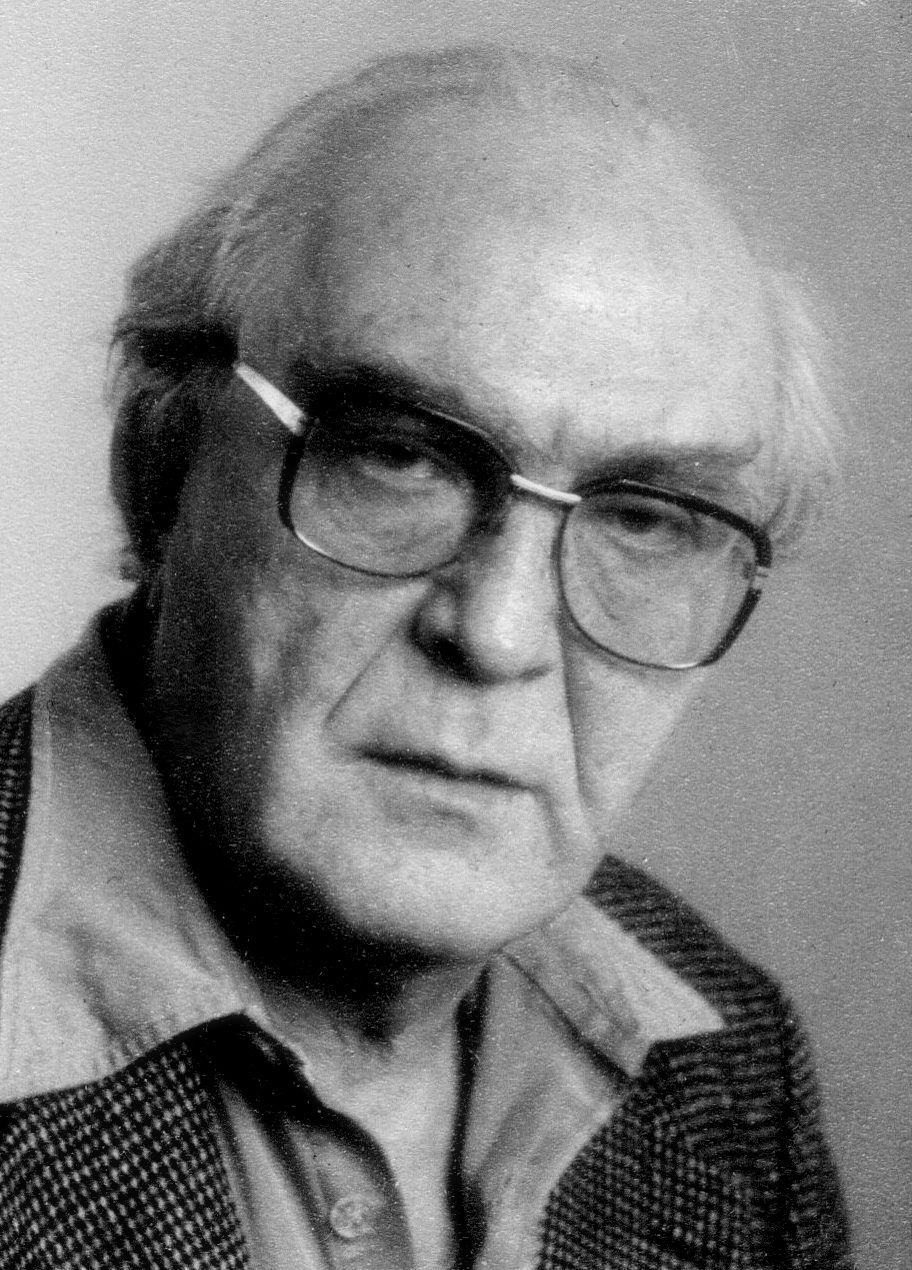
István Halász

István Halász (* 28. Februar 1922 in Budapest; † 18. August 1988 in Saarbrücken) war ein ungarischer Chemiker, der 1956 nach Deutschland emigrierte. Er erwarb sich große Verdienste um die Erforschung der theoretischen Grundlagen, der Weiterentwicklung und der Anwendung der Gaschromatographie und der schnellen Flüssigkeitschromatographie.

## Leben
István Halász wurde 1949 an der Universität Szeged zum Dr. phil. promoviert. Er arbeitete danach am Institut für Physikalische Chemie der Technischen Universität Budapest in der Gruppe von Géza Schay. Seine Habilitation erfolgte 1954 mit einer Arbeit über die „Strukturuntersuchungen von Katalysatoren und Adsorbentien durch Dampfadsorption“. Im gleichen Jahr übernahm er die Leitung der Abteilung für Gasadsorption und Katalyse am Zentralen Forschungsinstitut für Chemie der Ungarischen Wissenschaftsakademie.
Nachdem Halász 1956 nach Deutschland gekommen war, war er zuerst in der Industrie tätig und wurde dann 1957 Dozent bei Hermann Hartmann am Institut für Physikalische Chemie der Johann-Wolfgang-Goethe-Universität Frankfurt. Dort habilitierte er und erhielt 1958 die Venia legendi (Lehrerlaubnis). In den Folgejahren arbeitete er gleichzeitig an der Universität Frankfurt am Main, wo er seine Lehrtätigkeit aufnahm, und als Leiter des Gaslabors der damaligen Scholven Chemie AG in Gelsenkirchen-Buer. Ab 1961 war er Vollzeit-Privatdozent, ab 1962 außerplanmäßiger und ab 1964 Professor am Institut für Physikalische Chemie der Universität Frankfurt.
1971 wechselte Halász als ordentlicher Professor an die Universität des Saarlandes in Saarbrücken, an der er den Lehrstuhl für Angewandte Physikalische Chemie bis zu seiner Emeritierung 1987 innehatte.

## Wissenschaftliche Bedeutung
Halász war ein international anerkannter Fachmann für die Theorie und Praxis chromatographischer Trennmethoden – besonders der Gaschromatographie und der Hochdruckflüssigkeitschromatographie. Die von ihm in der Entwicklungsgeschichte chromatographischer Trennverfahren gesetzten Akzente wurden zu Meilensteinen und machten ihn so zum wissenschaftlichen Trendsetter. Mit den an den Instituten für Physikalische Chemie der Universität Frankfurt und der Universität des Saarlandes – ab 1971 gemeinsam mit Heinz Engelhardt – erzielten Ergebnissen trug er entscheidend zur Entwicklung der High Performance Liquid Chromatography als einem der bedeutendsten chemischen Analyse- und Trennverfahren bei.
Auslandsprofessuren in USA (Boston) und Frankreich (Nizza) verschafften ihm ein weites Netzwerk von befreundeten Wissenschaftlern. 
Darunter waren: 
Heinz Engelhardt, J. Calvin Giddings, Georges Guiochon, Csaba Horváth, J.F.K. Huber, Barry L. Karger, J.J. Kirkland, Klaus Unger und andere.
Halász vermittelte vielen Studenten sowie seinen über 50 Diplomanden und Doktoranden mit seiner fachlichen Autorität und Kompetenz als Hochschullehrer richtungsweisende wissenschaftliche Werte und damit die Grundlagen für systematisches und zielorientiertes Arbeiten:
- Prüfung der Machbarkeit, Genauigkeit und Reproduzierbarkeit,
- wirtschaftlicher Nutzen für die Praxis sowie
- Ergebnis-Veröffentlichung als Basis wissenschaftlicher Kommunikation.

Seine wegweisenden Vorträge, Publikationen und Patente sind bis heute von Bedeutung und bereits Legende. Seine Schüler würdigen nicht nur diese Lebensleistung, sondern verdanken ihm als Lotse und Wegbereiter die Vorbereitung auf die beruflichen Anforderungen.
Nach seinem Tod entstand durch testamentarische Verfügung die Halász-Stiftung mit Sitz bei der Universität des Saarlandes. Die Stiftung unterstützt die wissenschaftlichen Arbeiten von Diplomanden und Doktoranden auf dem Gebiet analytischer Trennmethoden.

## Auszeichnungen
- 1978: Chromatography Commemorative Medal der U.S.S.R. Akademie der Wissenschaften
- 1980: M. S. Tswett Chromatography Auszeichnung
- 1970, 1971: Gastprofessor an der Northeastern University in Boston, Massachusetts, und der Universität Nizza in Frankreich.

Seit 1997 vergibt die Hungarian Society for Separation Science zu Ehren von István Halász die ′′Halász Medal Award′′ für herausragende Leistungen in der Chromatographie.

## Publikationen
- mit E. Heine: Optimum Conditions in Gas Chromatographic Analysis. In J. H. Purnell: Progress in Gas Chromatography. Wiley, New York 1968, S. 153–208.
- mit R. Endele, J. Asshauer: Ultimate Limits in High-Pressure Liquid Chromatography. In: Journal of Chromatography. 112, 1975, S. 37–60.
- mit Karl Karch, Imrich Sebestian: Preparation and properties of reversed phases. In: Journal of Chromatography. 122, 1976, S. 3–16.
- mit G. Görlitz: Optimal Parameters in High Speed Liquid Chromatography (HPLC). In: Angewandte Chemie. Int. Ed.. 21, 1, 1982, S. 50–61.